# Мариян Грудеф
Мариян Грудеф (на английски: Marian Grudeff) е канадска концертна пианистка от български произход, учител по музика и композитор на музикален театър.

## Биография
Мариян Грудеф е родена на 18 април 1927 г. в Торонто, Канада. Учи пиано при Мона Бейтс и изпълнява „Унгарската фантазия“ на Ференц Лист със Симфоничния оркестър в Торонто на 11-годишна възраст.
Грудеф прави първия си самостоятелен рецитал в Eaton Auditorium, днес „The Carlu“ в Торонто. През 1940 г. се изявява в Канада и Съединените щати и преподава в Кралската музикална консерватория от 1948 до 1952 г. През 1950 г. е музикален ръководител на театралното ревю на Торонто Spring Thaw и продължава да се занимава с шоуто през 50-те и началото на 60-те години, като режисира, пише песни за спектакъла с Рей Джесъл (Ray Jessel), и свири на пиано.
Впоследствие Грудеф и Джесъл си сътрудничат по създаването на песни за мюзикъла на Бродуей Бейкър Стрийт и се преместват в Ню Йорк Сити, където шоуто има над 300 изпълнения и получава смесени отзиви. Те също работят заедно върху музиката за нова версия на Hellzapoppin, която е поставена в Монреал по време на Експо 67, и са написали музикалния филм Life Can Be – Like Wow, който е продуциран на фестивала в Шарлъттаун през 1969 г.
Грудеф се връща в Кралската музикална консерватория през 1972 г., преподава там до 1979 г. Възобновява концертните си изпълнения през 1976 г., като изнася рецитали в Торонто и България.
Умира на 4 ноември 2006 г. в Торонто.